# Население Афганистана

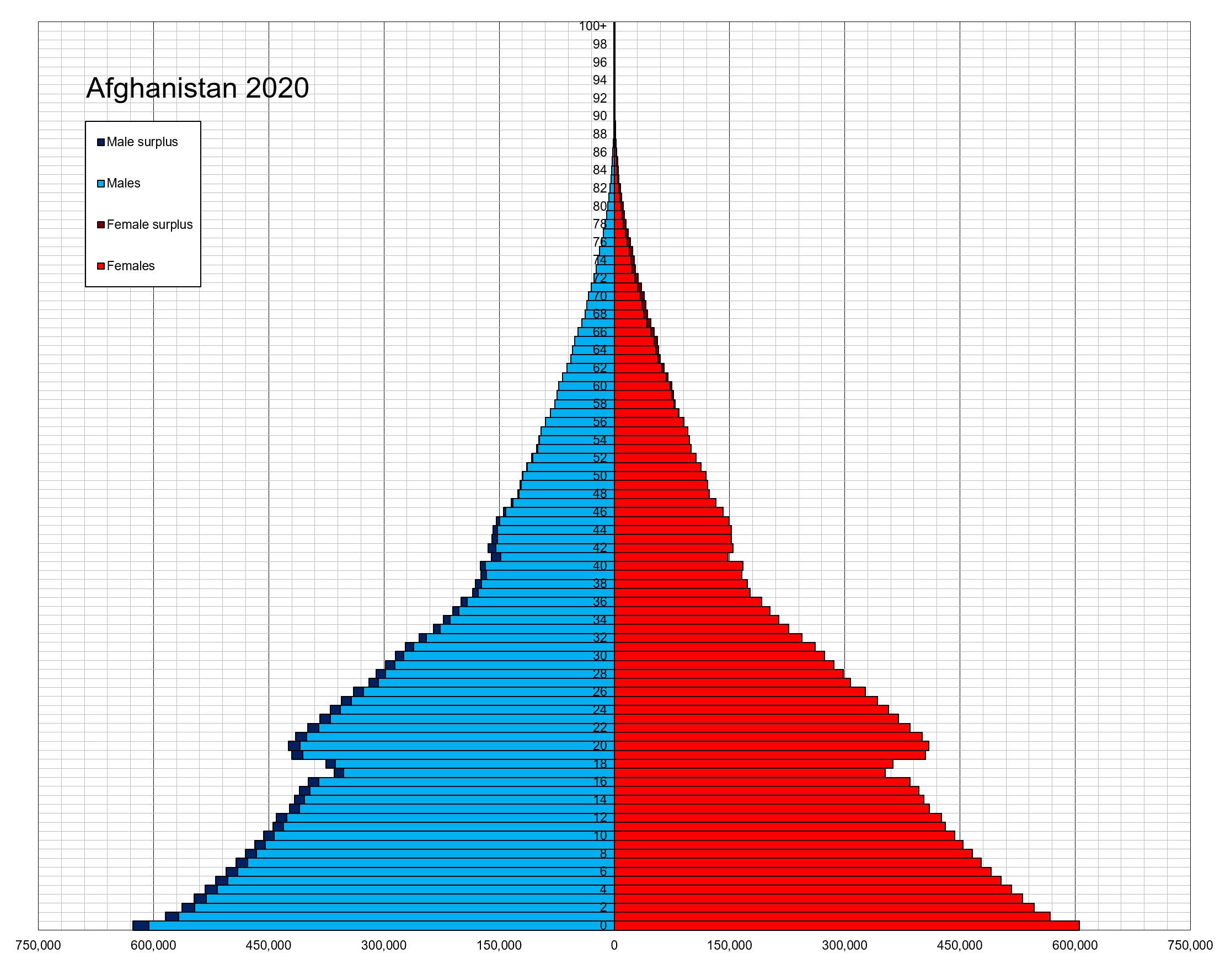
Возрастно-половая пирамида населения Афганистана на 2020 год

Население Афганистана в 2021 году по оценкам Фонда ООН в области народонаселения составляло 39,8 млн человек; ЦРУ оценивало его в размере 37 466 414 человек. Жители Афганистана относятся ко многим народностям и говорят на множестве языков — это отражает положение страны на перепутье торговых путей и движения завоевателей между Центральной, Южной и Передней Азией. К числу крупнейших этнических групп страны относятся пуштуны, таджики, хазарейцы, узбеки, нуристанцы, чараймаки, туркмены, белуджи и другие. Коэффициент рождаемости в Афганистане в 2021 году составляет 4,5 ребёнка на женщину; 41,2 % населения страны — дети младше 14 лет.
Официальными языками Афганистана являются пушту, носители которого проживают преимущественно на юге и юго-востоке страны, и дари, распространённый в её северных и центральных областях. Почти все жители Афганистана исповедуют ислам, при этом от 84,7 до 89,7 % из них являются суннитами, и ещё 10-15 % — шиитами. 74 % населения страны проживает в сельской местности, вне городов; сельские жители живут племенами и кланами, члены которых связаны родственными отношениями. Более половины взрослых афганцев не умеют читать и писать: грамотность на 2021 год оценивалась на уровне 55,5 % для мужчин и лишь 29,8 % для женщин.

## История

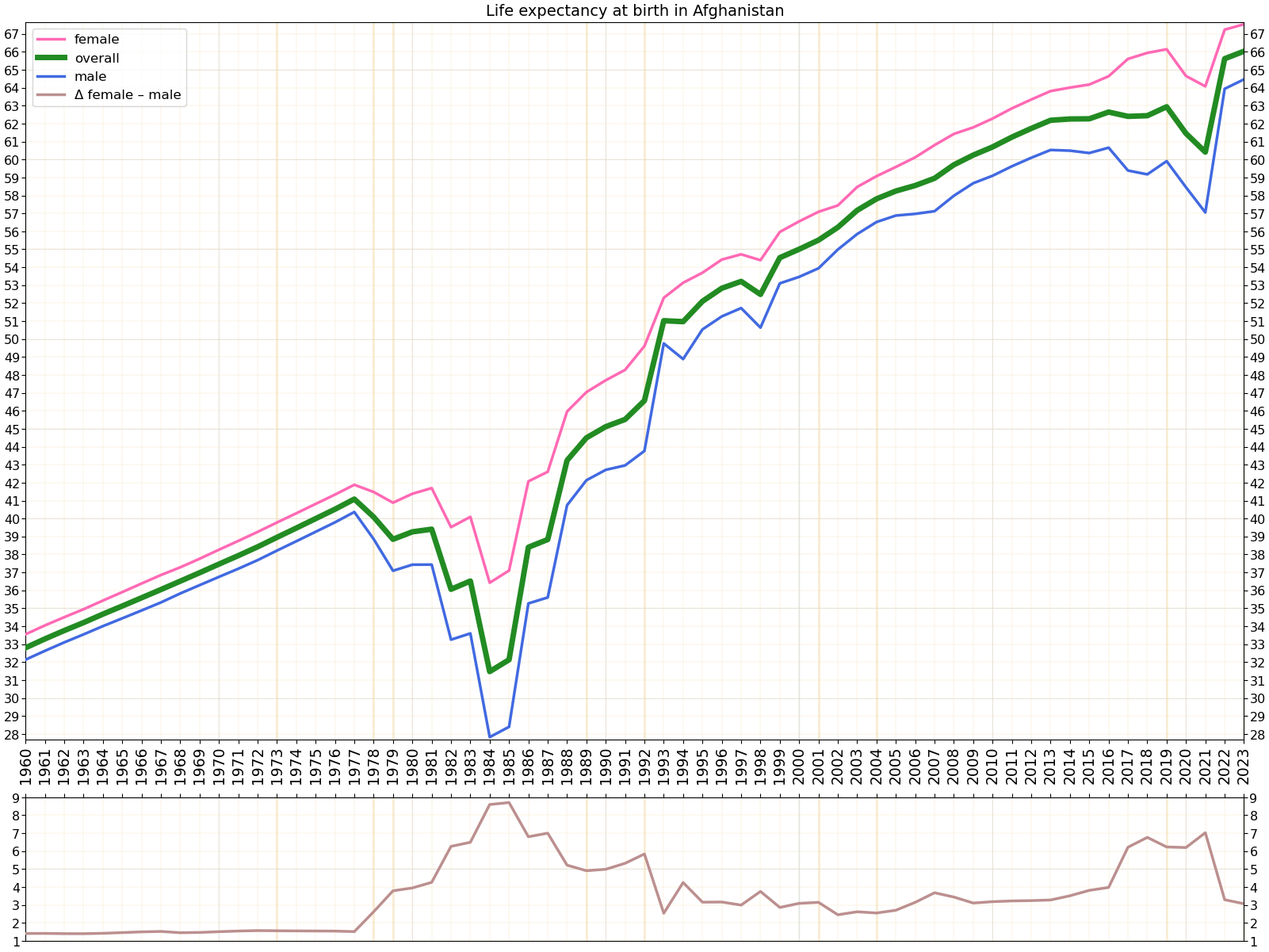
График ожидаемой продолжительности жизни при рождении в Афганистане

Первая перепись населения Афганистана в 1979 году ознаменовала начало научной отчётности по населению. Однако впервые идея проведения переписи появилась в 1868—1879 году при Шир-Али из-за необходимости знать количество домашних хозяйств для прямого налогообложения. Впервые перепись была проведена в Кабуле в 1876 году, которая заодно зафиксировала национальность населения. Предполагается, что в то же время были проведены переписи населения в Kdhdāman и Kōhestān районах Кабульской области. Британская оккупация юго-восточного Афганистана позволила провести несколько переписей: в частности в Кандагаре 1880 года была проведена перепись населения по кварталам и полу, а главы британского диспансера в Кандагаре врачи Бреретон и Талли провели первое в Афганистане эпидемиологическое исследование и исследование уровня смертности.
В Кандагаре в 1891 году была проведена перепись населения, согласно которой в городе проживало 31 514 человек, из которых 16 064 мужчин и 15 450 женщин.

## Города
По данным национальной статистики доля оседлого сельского населения составляет 71,5 % населения страны, численность кочевого населения составляет 4,7 % населения, а численность городского населения 23,8 %. При этом 55 % городского населения (13 % всего населения) сконцентрировано в столице страны Кабуле. Численность населения столичной провинции (Кабул с пригородами) составляет 4,9 млн человек.
Крупнейшими городами Афганистана (населением свыше 25 тыс. жит.) являются:
- Кабул 4117 тыс. жит.;
- Герат 539 тыс. жит.;
- Кандагар 491 тыс. жит.;
- Мазари-Шариф 454 тыс. жит.;
- Джелалабад 255 тыс. жит.;
- Кундуз 178 тыс. жит.;
- Пули-Хумри 118 тыс. жит.;
- Меймене 91 тыс. жит.;
- Шибарган 89 тыс. жит.;
- Лашкаргах 85 тыс. жит.;
- Талукан 80 тыс. жит.;
- Баглани-Джадид 76 тыс. жит.;
- Газни 66 тыс. жит.;
- Чарикар 63 тыс. жит.;
- Хульми 55 тыс. жит.;
- Ханабад 45 тыс. жит.;
- Фарах 41 тыс. жит.;
- Хазрати-Имам-Сахиб 39 тыс. жит.;
- Гуриан 38 тыс. жит.;
- Файзабад 37 тыс. жит.;
- Андхой 36 тыс. жит.;
- Сари-Пуль 34 тыс. жит.;
- Айбак 32 тыс. жит.;
- Зарандж 29 тыс. жит.;
- Гардез 27 тыс. жит.;
- Акча 27 тыс. жит.;
- Чах-Aб 26 тыс. жит.

Плотность населения — около 50 человек на км².

## Этнический состав

Карта ЦРУ показывающая территорию проживания этнических групп и подгрупп в Афганистане (2005 г.)

Афганистан — многонациональное государство, население которого составляют свыше 20 народов. В языковом отношении они представляют следующие языковые семьи: индоевропейская (иранские, дардские и нуристанские языки), алтайская (тюркские и монгольские) и дравидийская.
На юге, в центре и на северо-востоке Афганистана преобладают ираноязычные народы (пуштуны, таджики, хазарейцы, аймаки и другие), на северо-западе живут тюркские народы (узбеки, туркмены, киргизы), а на востоке страны, в горных районах, живут народы индоарийской (пашаи, панджабцы) и нуристанской языковых групп.
До 1930-х годов в научной литературе и прессе под термином «афганец», «афганский народ» подразумевались лишь пуштуны. Со временем термин «афганцы» стало наименованием всех жителей Афганистана, вне зависимости от их этнической принадлежности. На законодательном уровне это нашло своё отражение в Конституциях Афганистана 1964 и 1977 гг., которые объявляли каждого проживающего в Афганистане «афганцем», а всё население страны — «афганской нацией». Конституция 2004 года провозгласила, что
Афганский народ состоит из следующих этнических групп: пуштуны, таджики, хазарейцы, узбеки, туркмены, белуджи, пашаи, нуристанцы, аймаки, арабы, киргизы, кизилбаши, гуджары, брагуи и другие. Понятие „афганец“ распространяется на всех граждан Афганистана (ст. 4).
ЦРУ отказалось от своих прежних оценок доли и численности этнических групп Афганистана и в настоящее время вообще не публикует доли и численность этносов Афганистана высказывая мнение о том, что «современные статистические данные на столь чувствительный предмет, каковым являются этнические группы Афганистана, не доступны, а данные о доле этносов, полученные при опросах из небольших выборок респондентов, не являются достоверной альтернативой» (так среди 6226 жителей Афганистана, опрошенных в ходе исследования «Афганистан в 2006 году», 40,1 % были пуштунами, 37,1 % таджиками, по 9,2 % были узбеками и хазарейцами, 1,7 % туркменами, 0,5 % белуджами, 0,4 % нуристанцами, чараймаками 0,1 %, арабами 0,7 %, пашаями 0,3 %). Энциклопедия Британника также отказывается принимать данные опроса 2006 года и высказывает такое мнение: «В Афганистане не было никаких переписей населения со времён 1979 года, когда был произведён частичный учёт населения, после чего последовали долгие годы войны и массовых перемещений населения, что сделало невозможным точный подсчёт численности этносов. Современные оценки численности населения являются очень приблизительными предположениями, которые показывают, что пуштуны составляют около двух пятых населения… Таджики, скорее всего, могут насчитывать где-то около одной четверти населения Афганистана, а хазарейцы примерно одну пятую. Узбеки и чараймаки каждый составляют чуть более 5 % населения, а туркмены ещё меньшую долю».

### Пуштуны

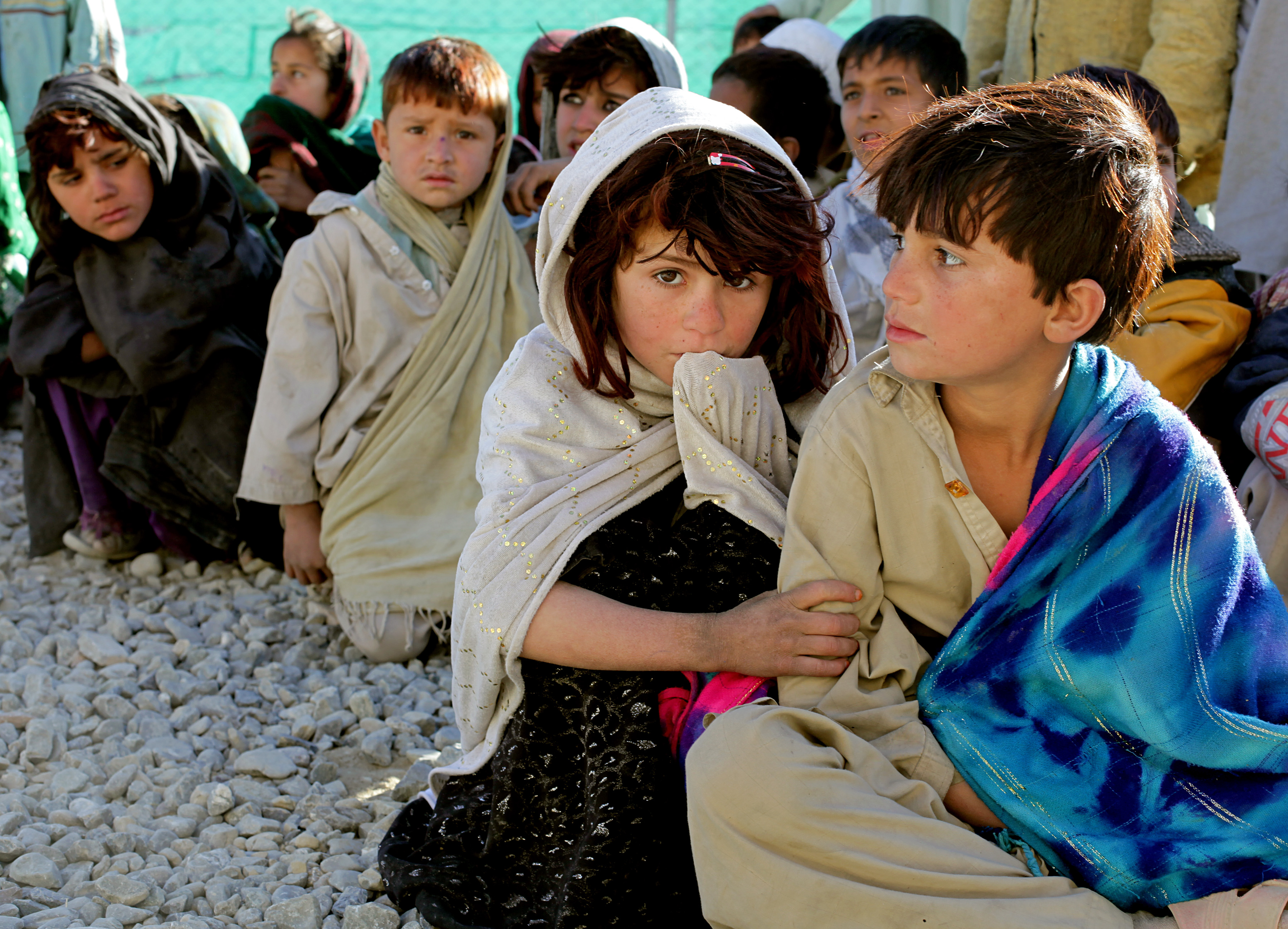
Пуштунские дети в провинции Хост, 2009 г.

Пуштуны — наиболее многочисленная этническая группа, их численность составляет около 42 или 50 % (данные социологического исследования The Asia Foundation 2018 года) населения Афганистана.
Пуштуны живут в основном на юго-востоке и юге Афганистана. Крупнейшими пуштунскими племенными объединениями являются дуррани, гильзаи, карлани. Среди пуштунов выделяют кочевников (кучи), часть которых перешла к оседлости.

### Таджики
Таджики — вторая по численности группа, их доля составляет приблизительно около одной четверти населения Афганистана.

### Хазарейцы
Хазарейцы — третья по численности этническая группа страны, народ тюрко-монгольского происхождения, их доля составляет около пятой части населения Афганистана. Территория их расселения — горная область Хазараджат — занимает центральную часть горного Афганистана, но северо-восточнее хазарейские районы глубоко вклиниваются в населённые таджиками Кохистан и Бадахшан и местами они чересполосно располагаются с таджикскими деревнями, либо ими заняты отдельные боковые долины по Панджшеру, Андарабу и т. д..
О происхождении хазарейцев было высказано несколько точек зрения. Участник датской экспедиции 1953—1955 годов К. Фердинанд, как и участники американо-японской экспедиции 1955—1956 годов Г. Ф. Шурманн и Ш. Ивамура считали, что в этногенезе хазарейцев приняли участие автохтонное земледельческое население гор Центрального Афганистана (главным образом таджикское), кочевники тюрко-монгольского и смешанного тюрко-монголо-иранского происхождения. Это мнение принимал советско-российский востоковед А. Д. Давыдов. Согласно выводу французской экспедиции 1956 года «это памиро-тибетцы, углубившиеся клином в районы, которые в течение тысячелетий были населены индоевропейцами».

### Узбеки
Узбеки — четвёртая или пятая по численности этническая группа, крупнейшая тюркоязычная этническая группа в Афганистане, их доля предположительно около 9 %.

### Чараймаки
Аймаки или чараймаки — четвёртая или пятая по численности этническая группа, их доля предположительно около 5 % — представляют собой совокупность ираноязычных племенных групп, преимущественно полукочевников, проживающих на северо-западе Афганистана. Термин «аймак» восточно-тюркско-монгольского происхождения. Применительно к данной народности оно впервые встречается в мемуарах Бабура. Начиная с XIX века в литературе встречается другое их название — чараймаки. Подавляющая часть аймаков разговаривают на персидском языке. В составе аймаков выделяют, либо включают, следующие племенные группы:
- Джемшиды — в основном проживают по берегам р. Кушка и по северным склонам Парапамиза на Бадхызском нагорье. Говорят на одном из диалектов таджикского языка[20]. В их языке понятие «аймаки» прилагается к простому покрою одежды, грубому поведению и означает низкий, грубый вкус (виновному, например, говорят аймаки на ку, то есть не делай по-аймакски)[20]. По преданиям джемшидов они произошли от персидского царя Джамшида. В. В. Бартольд и М. А. Бабаходжаев считали, что они иранского происхождения[21]. По предположению Бартольда джемшиды произошли от гурцев, уроженцев области Гур, выходцами из которой являлась также династия Гуридов[20]. П. М. Лессар пришёл к выводу, что они тюркского происхождения. По утверждению же М. И. Венюкова они семиты по происхождению[21]. Разговаривают на гератском диалект фарси[22].
- Таймани — проживают к юго-востоку от Герата в верховьях р. Фарахруд и к востоку от него в верховьях Герируда.
- Фирузкухи — проживают в междуречье Герируда и Мургаба в районе Даулатйар на самом востоке провинции Герат, а также в окрестностях Чахчарана[22]. По преданиям фирузкухов Бадгиса, записанных Г. Тарновским, они происходят от курдов — выходцев с гор Фирузкуха. По мнению английского учёного Дж. П. Ферье они персидского происхождения[23] Г. Ф. Шурманн считает, что этноним «фирузкухи» может просто обозначать «жители района Фирузкух»[22]. Говорят на гератском диалекте фарси[22].
- Теймури — обитают к югу от Герата вдоль ирано-афганской границы и около озера Намаксар.

### Туркмены
Туркмены (предположительно шестая по численности этническая группа в Афганистане) проживают на северо-западе страны, в пограничных с Туркменистаном районах провинций Бадгис, Фарьяб и Джаузджан. В значительном количестве они представлены в провинциях Балх, Саманган, Баглан, Кундуз; некоторые группы туркмен поселились также южнее — в провинциях Гильменд и Кабул. Афганские туркмены, в основном, представлена племенами эрсари и али-эли, но кроме них в стране также имеются небольшие группы сарыков, салоров и теке. К племенам теке относятся туркмены Герата и Бадгиса, к саларам и сарыкам — туркмены Фарьяба, к эрсари — туркмены Джузджана, остальные — преимущественно к племенам али-эли.
В провинции Герат, в деревнях Мамизак и Шахибан, проживает туркменоязычная этническая группа маури. В небольшом количестве они также представлены в деревне Нангабад и в самом Герате. Часть из них, к примеру в Шахибане, считает себя йомудами, другая в Мамизаке — салырами и третья в Нангабаде — эрсаринцами. Маури появились в Афганистане во второй половине XVIII веке в период правления Ахмад-шаха Дуррани, переселившись из Мерва. По данным немецкого учёного Э. Франца в 1970 году в Афганистане насчитывалось около 4100 маури. Однако он рассматривает их как группу каджаров, относящуюся к части кизилбашей, и предполагает, что они ближе к афшарам, чем к туркменам.
Разговаривают на туркменском и дари языках. После прихода к власти в 1978 года партии НДПА, в стране на туркменском языке стала издаваться газета «Гораш» («Борьба»). Среди традиционных занятий остаются ковроткачество, ювелирное дело. Часть туркмен занимается полуоседлым и полукочевым скотоводством (коневодство, каракулеводство), другая часть полностью перешла к оседлости.

### Нуристанцы

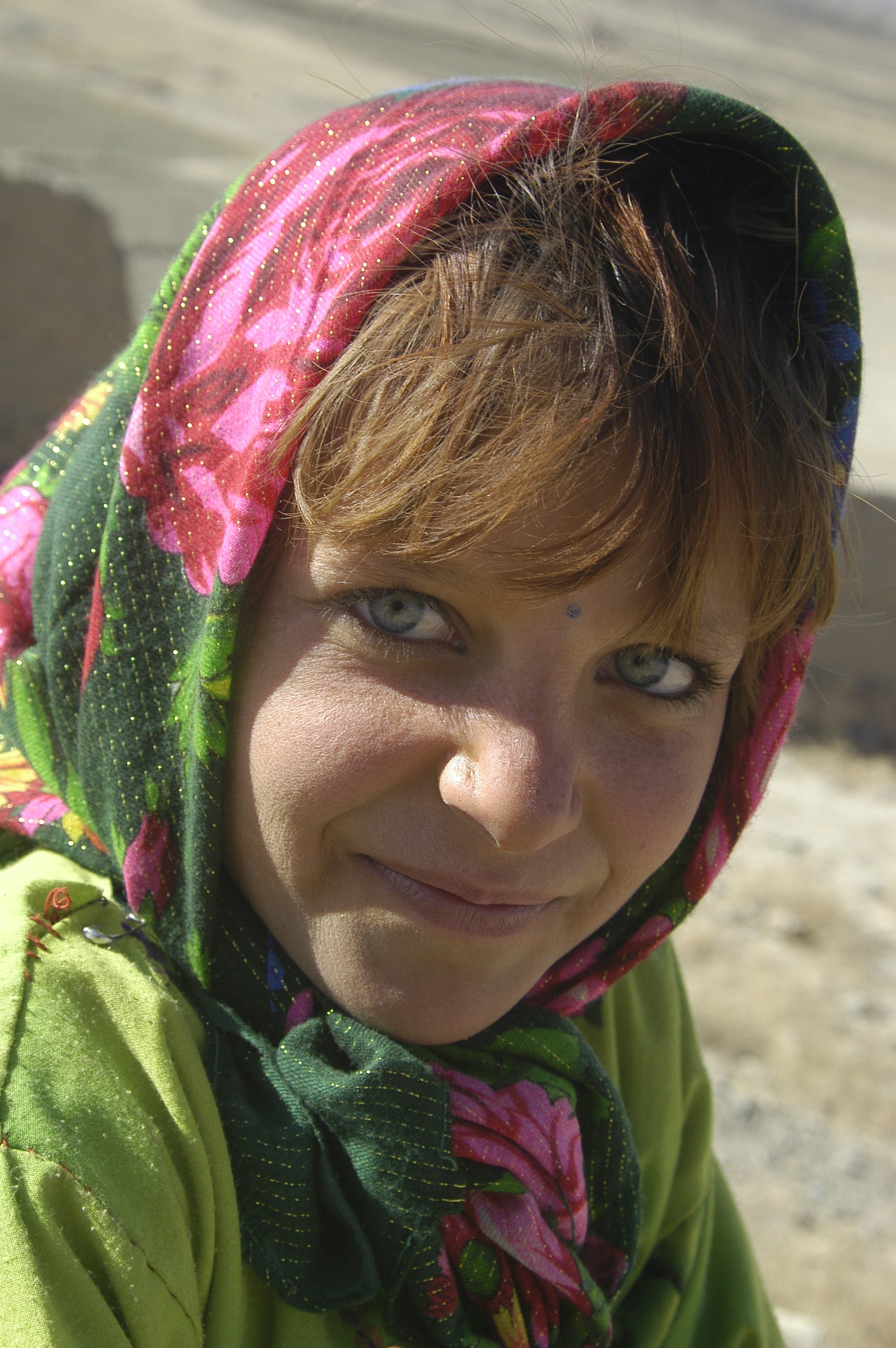
Нуристанская девушка в Кабуле. Детский дом, январь 2002 года.

Нуристанцы представляют собой группу родственных племён, разговаривающих на языках кати, ашкун, вайгали, прасун и трегами. Они проживают на северо-востоке Афганистана, в труднодоступной, высокогорной области Нуристан, в долинах трёх горных рек — Алингара, Пеетча и Башгуля. До конца XIX века этот регион называли «Кафиристан» («страна неверных»), а его жителей кафирами. Такое название было дано соседями-мусульманами в период выступления Тимура против кафиров во время его индийского похода. Связано это было с тем, что местные жители продолжали оставаться язычниками. В 1896 году Кафиристан был покорён войсками афганского эмира Абдуррахман-ханом, после чего здесь началось распространение ислама, а сама страна кафиров была переименована в «Нуристан» («страна света»), а жители стали известны как нуристанцы. Однако ещё долгое время они продолжали отстаивать свои традиционные верования. Один из путешественников, посетивший в начале 1930-х гг. Афганистан, свидетельствовал: «Ни ислам, ни власть кабульского правительства не встали ещё здесь на твёрдую ногу»

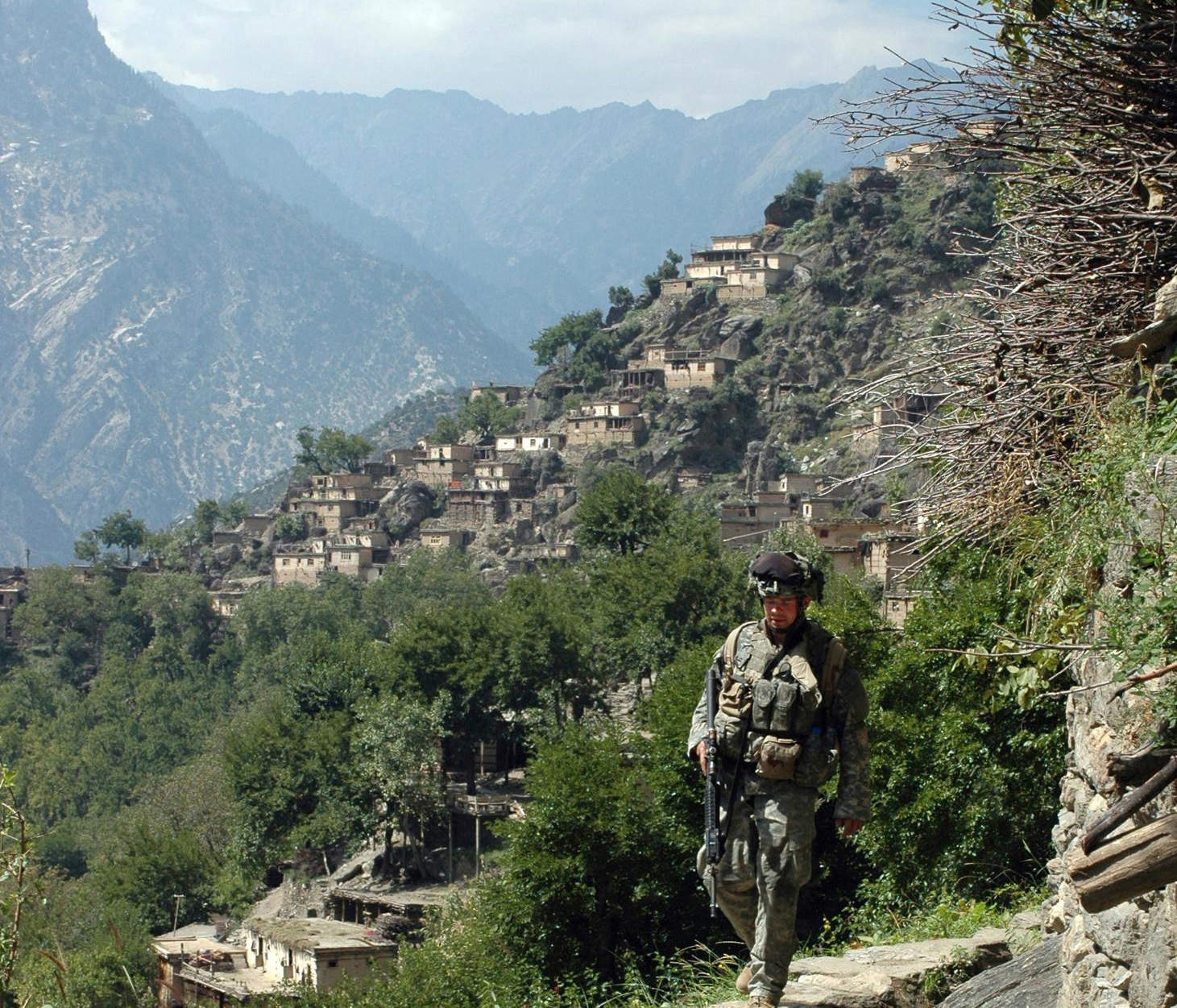
Вид на селение Аранас провинции Нуристан

Наиболее многочисленное из нуристанских племён — кати, представлены в Западном и Восточном Кафиристане. Область расселения западных кати охватывает долину потока Кантиво и систему долин речек Кулам и Рамголь, впадающих в Алингар. Восточные кати населяют долину реки Кунар. Последние состоят из племенных подразделений: камо (обитают в нижней части долины р. Башгуль, где расположены их селения Камгром, или Камдеш, Каму, Зарет, Петигель и Гавардеш), канто (проживают в верхней части долины, в селениях Лутдек, Бадамук, Баргроматал, Аптзаи, Птзигром, Ахмеди-Деване), мандагель (живут по среднему течению Башгуля) и кушто (расселены к западу от камо).
Племя празун (парун) населяют долину р. Пеетч, где расположены их селения Пашкигром (Пашки), Туссумгром, Девергром, Прунсгром, Штевегром. К югу от них проживают вайгели, населяющие верхнее и среднее течение реки Вайгели, где наиболее значимыми их поселениями являются Вайгель и Вренчигель. Группа вама живёт в единственном населённом пункте — посёлке Вама, расположенной по среднему течению Пеетча. Ещё одним из нуристанских племён является ашкун, проживающие в таких селениях как Бадшайгель, Гварнар, Масви.
Нуристанцы занимаются оседлым скотоводством, земледелием, лесными промыслами.

### Памирские народы
Среди ираноязычных народов Афганистана выделяется также памирская группа. К ним относятся немногочисленные ваханцы, ишкашимцы, мунджанцы и шугнанцы, проживающие на северо-востоке Афганистана, в труднодоступных горных районах на юге и северо-востоке провинции Бадахшан. Все они называют себя таджиками.

### Белуджи
Белуджи компактно проживают на юго-западе Афганистана, в основном в провинциях Нимруз и Гильменд. В Афганистане они представлены следующими племенами: байларани, дахмарда, далхаки, галлахаджа, гургедж, хусайни, кашани, хаугани, макака, мамазани, муллазаи, нахруи, нотхани, рохзани, санджарани, сарбанди, саруни, шахреки и шерзаи. По религии все белуджи — мусульмане-сунниты.
В Кандагаре белуджи появились с конца XVII — начала XVIII века, а уже к середине XVIII века относиться их появление и расселение в других районах Южного Афганистана. В последующем отдельные группы белуджских племён продвинулись на север, вплоть до отдалённого Бадахшана, где в районе Рустак провинции Тахар у них есть поселения (Дехаке-Киван, Пастеке и др.). После Апрельской революции 1978 года и прихода к власти НДПА в Афганистане стали издаваться газеты, вестись радиовещание и преподавание в школах на языках национальных меньшинств, в том числе и на белуджском. В стране на белуджском языке выходила газета «Собх» («Утро»).

### Брагуи
Брагуи относятся к дравидийской группе народов. Они представлены на крайнем юге Афганистана, в пустыне Регистан в провинциях Нимруз, Гильменд и Кандагар. В Афганистане они представлены племенами захри-менгал, раисани, сарпарра и.т.д. Преимущественно исповедуют ислам суннитского толка, часть из них являются приверженцами секты зикри (даи-мазгаби).

### Парачи
Парачи или Параджи — небольшая ираноязычная народность, говорящая на одноимённом языке. Племя «параджи», по мемуарам Бабура (первая четверть XV века), проживали в Кабуле и его окрестностях, а по свидетельству турецкого адмирала Сиди Али Реиса, относящемуся к середине того же века, также жили в районе Парвана.
Язык парачиили параджи употребляется жителями нескольких населённых пунктов долин рек Шутул, Пачаган и Гочулан. Первая является притоком реки Панджшер (к северу от Кабула), остальные протекают в районе Ниджраба (к северо-востоку от Кабула). В 1920-х годах Афганистан посетил советский востоковед М. С. Андреев, отметивший употребление этого языка в кишлаке Куроба (к северу от Кабула), но афганский учёный Мухаммад Наби Кохзад, посетивший в 1947 году (с Э. Бенвенистом) места их проживания, свидетельствовал о том, что в кишлаке Куроба этот язык уже полностью был вытеснен языком дари

### Гуджары
Гуджары сосредоточены в долинах рек Алингара и Кунара. Они переселились на территорию Афганистана в XIX веке из Кашмира.

### Кыргызы
Кыргызы сосредоточены на крайнем востоке провинции Бадахшан, в труднодоступных горных районах. Появление кыргызов на территории Афганистана происходило в разные периоды. А. Н. Бернштам пишет, что «в XVII веке кыргызы распространили свою власть на Памир, заняв в 1653 г. Кара-Тегин и Гиссар, затем дошли даже до Балха, то есть Афганистана, где и поныне имеются группы кыргызской народности». В 1834 году войска кокандского хана Мухаммад Али выдавили из Каратегина на Памир киргизов рода Кесек, заселивших Большой Памир и Аличурскую долину. В начале XX века с Мургаба на Афганский Памир переселилась часть рода сары тейит во главе с Рахманкул-ханом. Афганские киргизы занимаются полукочевым скотоводством, совершая переходы в районах Большого и Малого Памира.

### Афшары и кызылбаши
Афшары и кызылбаши были переселены в XVIII веке Надир-шахом. Кызылбаши — городские жители Кандагара, разговаривают на дари.
По данным на 1996 год они составляли 1,0 % населения Афганистана.
Афшары проживают в пригородах Кабула и частично сохраняют в быту тюркский язык, который они называют азери. Соседи их тоже называют кызылбашами.

## Языки

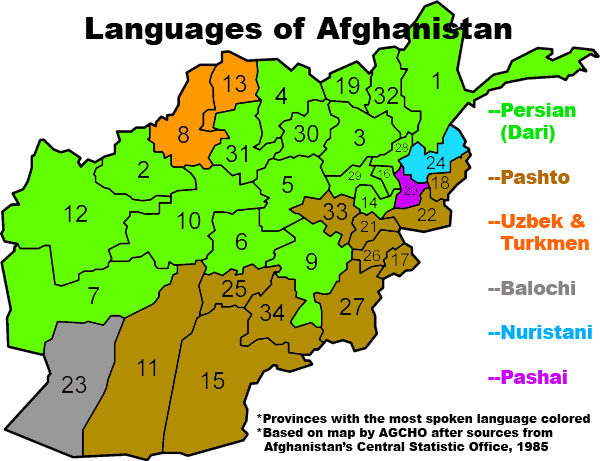
Языки Афганистана
50% Персидский язык (обычно диалект дари)таджикский, фарсиванский, хазарейский и памирские диалекты
35% Пушту
8% Узбекский язык
3% Туркменский язык
2% Белуджский язык
Нуристанские языки, Пашаи, Брауи.

В Афганистане насчитывается свыше 30 различных языков. Большинство населения говорит на персидском (дари) или на пушту.